# الو (آمل)
در روستای علو طایفه های طاهری، چراتی، شاکری, حسینی، سرخوش، میرزایی، باغبان و گزانه سکونت دارند و عمدتا باهم نسبت فامیلی دارند
علو، روستایی است از توابع بخش دابودشت شهرستان آمل در استان مازندران ایران.

## جمعیت
این روستا در دهستان دابوی جنوبی قرار دارد و براساس سرشماری مرکز آمار ایران در سال ۱۳۸۵، جمعیت آن ۴۲۰ نفر (۹۹خانوار) بوده‌است.